# В семнадцать мальчишеских лет
«В семнадцать мальчишеских лет» — советский художественный фильм 1985 года. Считается первым чеченским художественным фильмом. 
Фильм о чеченце Герое Советского Союза Ханпаше Нурадилове. Снят по сценарию чеченского журналиста-публициста Вахи Матиева, написанному им ещё в 1960-е годы, после выхода фильма изданному в виде документальной повести о Ханпаше Нурадилове «Гранитное сердце».

## Сюжет
- Сюжет развивается флешбеками, при этом актуальное время показано в чёрно-белом цвете, использованы кадры военной кинохроники, а воспоминания героя сняты в цвете.

Великая Отечественная война. После кровопролитного боя выживает лишь пулемётчик Ханпаша и сержант Саня Солодухин, который дотягивает раненного друга до госпиталя. Но Ханпаша ранен смертельно, и жить ему остаётся недолго. В его воспоминаниях переплетаются моменты того последнего боя и мысли о родных и дорогих людях, оставшихся в тылу. И больше всего он думает о любимой девушке — Малике, которую, как он знает, хотят насильно выдать замуж. Но по обычаям гор, приобрести право на невесту можно только в суровом поединке — джигитовке…

## В ролях
- Саид Пициев — Ханпаша
- Натаван Мамедова — Малика
- Александр Суснин — Саня Солодухин, сержант
- Артур Нищёнкин — Трофимыч, раненый
- Николай Бармин — военврач
- Людмила Петрова — медсестра
- Василий Маслаков — Паша
- Олег Бондарь — Ваня
- Шахмар Алекперов — Салман
- Али Марисултанов — Абдурахман

## Съёмки
Фильм снят киностудией «Азербайджанфильм», но съёмки велись в том числе в одном из горных селений Чечни, участвовали актёры Чеченского драматического театра имени Ханпаши Нурадилова.

…в одном из эпизодов мне надо было показать танцующую чеченку на празднике Ловзар, но у меня никак не получалось. Меня этому учили солистки чеченского народного ансамбля — показывали, как надо делать шаги, танцевать, как — будто плывешь, особые движения в замедленном ритме…— исполнительница роли Малики актриса Натаван Мамедова